# Eremippus qilianshanensis
Eremippus qilianshanensis är en insektsart som beskrevs av Yong Shan Lian och Z. Zheng 1984. Eremippus qilianshanensis ingår i släktet Eremippus och familjen gräshoppor. Inga underarter finns listade i Catalogue of Life.